# Le Loroux-Bottereau
Le Loroux-Bottereau è un comune francese di 6 734 abitanti situato nel dipartimento della Loira Atlantica nella regione dei Paesi della Loira.

## Curiosità
A Le Loroux-Bottereau è presente una delle quattro statue di re Luigi XVI ancora esistenti in Francia.

## Società

### Evoluzione demografica
Abitanti censiti